# Ferrari F1-87/88C
Chronologie des modèles (1988)
Ferrari F1-87 Ferrari 640
La Ferrari F1-87/88C est la monoplace de Formule 1 engagée par la Scuderia Ferrari dans le cadre du Championnat du monde 1988. Elle est pilotée par l'Italien Michele Alboreto et l'Autrichien Gerhard Berger, qui effectuent leurs cinquième et deuxième saisons pour l'écurie italienne.

## Caractéristiques et performances
Comme la Ferrari F1-87 dont elle dérive, la F1-87/88C est créée par les ingénieurs John Barnard et Gustav Brunner. Le V6 à 90° et ses deux turbocompresseurs Garrett fournissent 620 ch. La nouvelle réglementation limitant la consommation de carburant à 150 litres, l'écurie est contrainte de contenir la puissance de son moteur, qui atteint 880 ch la saison précédente,.
Avec une victoire et 65 points, la Scuderia Ferrari termine deuxième au championnat des constructeurs, loin derrière McLaren-Honda (199 points) dont les pilotes Ayrton Senna et Alain Prost remportent les quinze autres épreuves. Cette victoire intervient au Grand Prix d'Italie, la course à domicile de la Scuderia, et seulement neuf jours après le décès d'Enzo Ferrari, le fondateur de l'écurie.
Gerhard Berger, 41 points, et Michele Alboreto, 24 points, sont troisième et cinquième au classement des pilotes.

## Résultats complets en championnat du monde

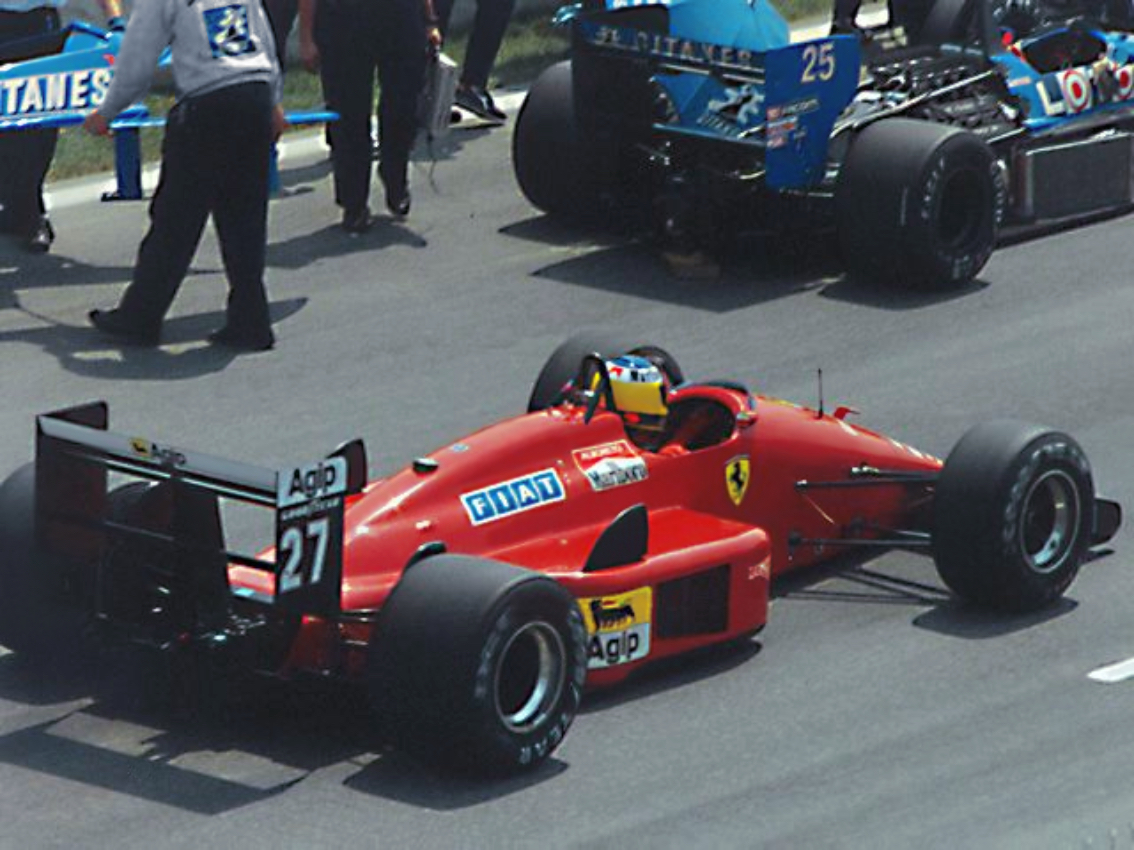
Michele Alboreto dans la F1-87/88C sur la grille de départ du Grand Prix du Canada 1988.

| Saison | Écurie                     | Moteur                 | Pneus    | Pilotes          | Courses | Courses | Courses | Courses | Courses | Courses | Courses | Courses | Courses | Courses | Courses | Courses | Courses | Courses | Courses | Courses | Points inscrits | Classement |
| Saison | Écurie                     | Moteur                 | Pneus    | Pilotes          | 1       | 2       | 3       | 4       | 5       | 6       | 7       | 8       | 9       | 10      | 11      | 12      | 13      | 14      | 15      | 16      | Points inscrits | Classement |
| ------ | -------------------------- | ---------------------- | -------- | ---------------- | ------- | ------- | ------- | ------- | ------- | ------- | ------- | ------- | ------- | ------- | ------- | ------- | ------- | ------- | ------- | ------- | --------------- | ---------- |
| 1988   | Scuderia Ferrari SpA SEFAC | Ferrari Tipo 033D T V6 | Goodyear |                  | BRÉ     | SMR     | MON     | MEX     | CAN     | DET     | FRA     | GBR     | ALL     | HON     | BEL     | ITA     | POR     | ESP     | JAP     | AUS     | 65              | 2e         |
| 1988   | Scuderia Ferrari SpA SEFAC | Ferrari Tipo 033D T V6 | Goodyear | Michele Alboreto | 5e      | Abd     | 3e      | 4e      | Abd     | Abd     | 3e      | 17e     | 4e      | Abd     | Abd     | 2e      | 5e      | Abd     | 11e     | Abd     | 65              | 2e         |
| 1988   | Scuderia Ferrari SpA SEFAC | Ferrari Tipo 033D T V6 | Goodyear | Gerhard Berger   | 2e      | 5e      | 2e      | 3e      | Abd     | Abd     | 4e      | 9e      | 3e      | 4e      | Abd     | 1er     | Abd     | 6e      | 4e      | Abd     | 65              | 2e         |

Légende : ici 